# Spångabäcken-norra
Spångabäcken-norra este o arie protejată (arie specială de conservare — SAC, sit de importanță comunitară — SCI) din Suedia întinsă pe o suprafață de 15,9 ha, integral pe uscat.

## Localizare
Centrul sitului Spångabäcken-norra este situat la coordonatele 59°35′43″N 15°07′54″E / 59.5952°N 15.1316°E.

## Înființare
Situl Spångabäcken-norra a fost declarat sit de importanță comunitară în iulie 2000 pentru a proteja 2 specii de animale. Situl a fost protejat și ca arie specială de conservare în martie 2011.

## Biodiversitate
Situată în ecoregiunea boreală, aria protejată conține 1 habitat natural: Cursuri de apă de la nivel de câmpie la nivel montan, cu vegetație Ranunculion fluitantis și Callitricho-Batrachion.
La baza desemnării sitului se află mai multe specii protejate de  nevertebrate (2): fluturele auriu (Euphydryas aurinia), Hypodryas maturna.